# غبيراء كاليفورنية
الغبيراء الكاليفورنية (باللاتينية: Sorbus californica) نوع نباتي شجري يتبع جنس الغبيراء من الفصيلة الوردية.
تنتشر في كاليفورنيا.